# Гуггенхайм, Бенджамин
Бенджамин Гуггенхайм (англ. Benjamin Guggenheim, 26 октября 1865, Филадельфия, Пенсильвания, США — 15 апреля 1912, «Титаник», Северная Атлантика) — американский бизнесмен, брат Соломона Гуггенхайма (основателя Музея современного искусства в Нью-Йорке), один из пассажиров «Титаника», погибших в результате его крушения.

## Биография
Гуггенхайм родился в Филадельфии пятым из семи детей успешного горного магната Майера Гуггенхайма (1828—1905), еврея-иммигранта из Швейцарии. В 1894 году он женился на Флоретт Селигман (1870—1937), дочери Джеймса Селигмана, соучредителя инвестиционного банка «J. & W. Seligman & Co.». У них родились три дочери: Бенита Розалинда Гуггенхайм (1895—1927), Маргарита (Пегги) Гуггенхайм (1898—1979) и Барбара Хейзел Гуггенхайм (1903—1995). Большую часть времени супруги провели врозь: Флоретт жила в их доме в Нью-Йорке, а у Бенджамина была квартира в Париже.
Гуггенхайм унаследовал большую часть финансового состояния отца, но его бизнес к нему так и не перешёл. Во Франции он основал компанию, которая стала известна тем, что поставляла фурнитуру для лифтов Эйфелевой башни.
10 апреля 1912 года Гуггенхайм взошёл на борт «Титаника» в сопровождении своей любовницы, 25-летней французской певицы кабаре Леонтин Обар (фр. Léontine Aubart, 1887—1964), своего камердинера Виктора Джильо (1888—1912), шофёра Рене Перно (1872—1912) и горничной мадам Обар Эммы Сегессер (1887—1964). В ночь на 15 апреля, во время столкновения «Титаника» с айсбергом, Гуггенхайм и Джильо спали и были разбужены мадам Обар и её горничной, которые почувствовали столкновение. С помощью стюарда они надели спасательные жилеты и поднялись на палубу. Гуггенхайм усадил в шлюпку мадам Обар и её горничную, которые неохотно им повиновались. Он убедил их, что это всего лишь ремонт и вскоре они увидятся.
Понимая, что ситуация намного серьёзнее и ему не удастся спастись, Гуггенхайм вернулся с камердинером в каюту, где они переоделись в смокинги, а затем уселись за столиком в центральном холле, где Гуггенхайм неспешно попивал виски, наблюдая за катастрофой. Когда кто-то предложил им попытаться спастись, Гуггенхайм ответил: «Мы одеты в соответствии с нашим положением и готовы погибнуть как джентльмены». Тела Гуггенхайма и Джильо если и были найдены после катастрофы, то оказались в числе неопознанных. Тело Рене Перно тоже не было найдено.
После гибели личность Бенджамина Гуггенхайма стала очень известной, и его персонаж неоднократно появлялся в различных фильмах о гибели «Титаника».

## Образ в кинематографе
- 1953 — Титаник. В роли Гуггенхайма Камилло Герчо
- 1958 — Гибель «Титаника». В роли Гуггенхайма Харольд Голдблатт
- 1979 — Спасите «Титаник». В роли Гуггенхайма Джон Моффатт
- 1997 — Титаник. В роли Гуггенхайма Майкл Энсайн
- 2012 — Титаник. В роли Гуггенхайма Дэвид Эйснер